# Гражданска инициатива за Гора
Гражданска инициатива за Гора (на албански: Nisma Qytetare e Gorës; на сръбски: Грађанска Иницијатива Горе, Građanska Inicijativa Gore) е политическа партия за права на националното малцинство на гораните в Косово. Председател на партията е Орхан Драгаш.

## История
Партията е основана през 2002 г. от Рустем Ибиши, родом от село Млике, той е неин председател до 2008 г.
Партията заявява, че иска да възстанови бившата община Гора, чиято територия е населена предимно с горани, и да се присъедини към Общността на сръбските общини. На 3 ноември 2013 г. се състои местен референдум, на който 70% от гласувалите местни жители подкрепят идеята за създаване на община Гора, и присъединяването й към Общността на сръбските общини.

## Ръководители
- Рустем Ибиши (2002 – 2008)
- Мурсел Халили (2008 – 29 февруари 2020)[3]
- Орхан Драгаш (2020 – настояще)

## Участия в избори

### Парламентарни избори
| Избори | Гласове | %    | Общо места | Места за гораните | +/–          | Коалиции                   |
| ------ | ------- | ---- | ---------- | ----------------- | ------------ | -------------------------- |
| 2004   | 1 358   | 0,19 | 1 / 120    | 1 / 1             | 1            |                            |
| 2007   | 1 227   | 0,20 | 1 / 120    | 1 / 1             | Безизменение |                            |
| 2010   | 771     | 0,11 | 0 / 120    | 0 / 1             | 1            |                            |
| 2014   | 1 193   | 0,15 | 0 / 120    | 0 / 1             | Безизменение | Коалиция за Гора           |
| 2017   | 813     | 0,11 | 0 / 120    | 0 / 1             | Безизменение | Коалиция за Гора           |
| 2019   | 820     | 0,10 | 0 / 120    | 0 / 1             | Безизменение |                            |
| 2021   | 1 010   | 0,12 | 0 / 120    | 0 / 1             | Безизменение | Коалиция „Заедно“ (GIG–PG) |